# Kościół św. Michała Archanioła i klasztor Dominikanów w Witebsku
Kościół św. Michała Archanioła i klasztor Dominikanów w Witebsku – nieistniejący kościół i klasztor Dominikanów znajdujący się przy ul. Zamkowej w Witebsku. Funkcjonował od XVII do 1. poł. XIX w. Zajmował obszar o powierzchni 4950 m² powierzchni
na lewym brzegu Dźwiny.
Kompleks składał się z murowanego kościoła, drewnianego 1-kondygnacyjnego korpusu klasztornego o murowanym podmurowaniu oraz zabudowań gospodarczych.

## Historia
Klasztor założył podkomorzy Adam Kisiel (z Brusiłowa) w 1682 roku (lub wcześniej w 1642 r.) W 1771 roku (według innych źródeł w 1731) rozpoczęto budowę murowanego kościoła, którą ukończono dopiero w XIX wieku w znacznie uproszczonym wariancie (wynika tak z rysunków wykonanych podczas zamknięcia klasztoru). W 1811 roku koło kościoła wybudowano nowy korpus klasztorny.
Po stłumieniu powstania listopadowego, w 1832 roku władze rosyjskie zlikwidowały klasztor. W tym samym roku budynek kościoła został przekazany batalionowi witebskiego garnizonu. Po 1868 roku kościół uległ spaleniu i został rozebrany. Budynki klasztorne obecnie nie istnieją (prawdopodobnie zachowały się fundamenty). 

## Architektura
Kościół był zabytkiem architektury baroku. Była to trójnawowa bazylika zbudowana na planie prostokąta z półkolistym prezbiterium i symetrycznie położonymi zakrystiami po bokach.  

## Galeria

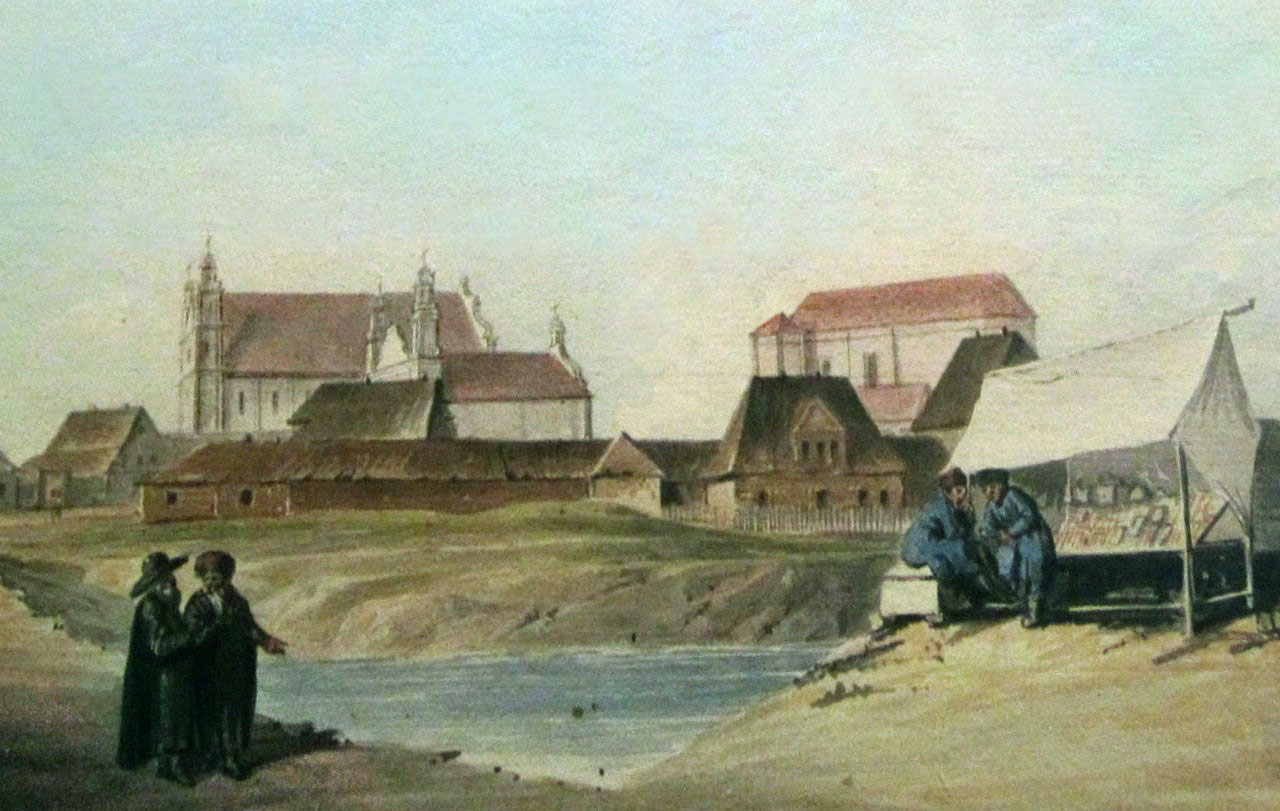
Dominikański klasztor (z prawej) na akwareli Józefa Peszki
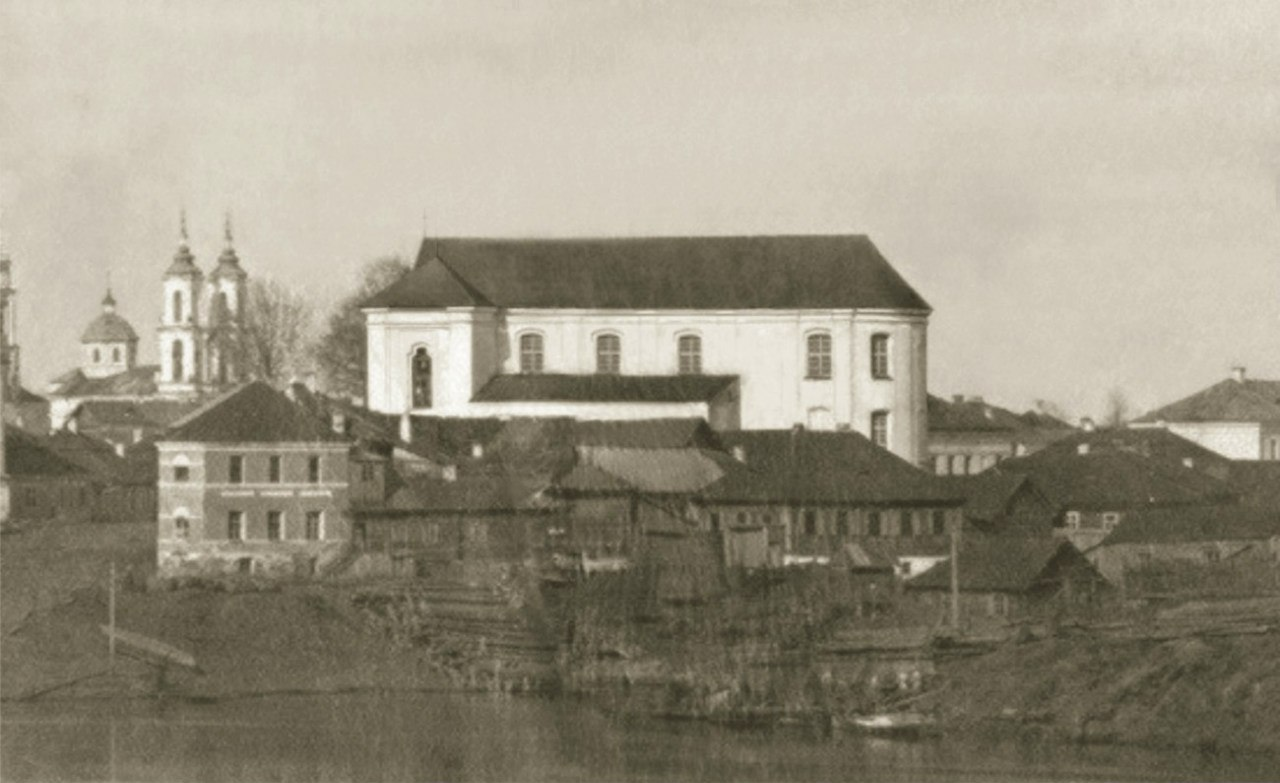
Kościół w 1865 roku